# Grotta Calafarina
La grotta di Calafarina è situata a Pachino, in provincia di Siracusa, tra la piccola frazione marinara di Marzamemi e il paese di Portopalo di Capo Passero, estrema punta meridionale dell'isola. Lunga poco più di 100 m e con un dislivello di circa 20 m, si ritiene sia abitata sin dal mesolitico.
L'importanza della grotta è data soprattutto dai suoi rinvenimenti archeologici.
L'archeologo Paolo Orsi, agli inizi del Novecento vi rinvenne resti di varie epoche, in particolar modo della prima età del bronzo (facies castellucciana). Nelle vicinanze si trovano anche la Grotta Corruggi e la Grotta del Pero.
Non è da escludere che nella zona possano esistere altre cavità naturali mai venute alla luce. Questa ipotesi è suffragata dalla storia stessa della zona carsica calcarea dov' è sita la grotta di Calafarina.
L'area, se pur vincolata, è di proprietà privata. Recentemente, è definitivamente passata, con decreto regionale al demanio disponibile della Soprintendenza di Siracusa.
Il 10 luglio 2022 gli stilisti Dolce e Gabbana hanno presentato a Marzamemi una sfilata di abiti e gioielli ispirati alla leggenda della grotta di Calafarina.